# 9808 Navamijain
A 9808 Navamijain (ideiglenes jelöléssel (9808) 1998 QS70) a Naprendszer kisbolygóövében található aszteroida. A LINEAR program keretében fedezték fel 1998. augusztus 24-én.